# Vermetus adansonii
Vermetus adansonii is een slakkensoort uit de familie van de Vermetidae. De wetenschappelijke naam van de soort is voor het eerst geldig gepubliceerd in 1800 door Daudin.